# Aylmer
Aylmer is een plaats (town) in de Canadese provincie Ontario en telt 7069 inwoners (2006). De oppervlakte bedraagt 6,22 km².
De plaats ligt ten noorden van het Eriemeer.